# Nadira (Prinzessin)
Nadira (auch an-Nadira, oder al-Naḍīrah) war eine Königstochter aus Hatra, die in verschiedenen persischen und arabischen Quellen zur Eroberung der Stadt eine Rolle spielt.
Nach diesen Quellen belagerten die Sassaniden Hatra mehrere Jahre (nach einigen Quellen zwei, nach anderen vier Jahre) lang erfolglos. Die Stadt konnte erst erobert werden, als sich die Königstochter Nadira in den sassanidischen König verliebte und daraufhin den Zauber löste, der die Stadt beschützte. In den arabischen und neupersischen Quellen erscheinen Schapur I., Ardaschir und Schapur II. als sassanidische Herrscher.
Nach der Eroberung der Stadt heiratete der Herrscher die Königstochter Nadira. Sie war jedoch mit ihrem Bett unzufrieden, in dem sie kaum schlafen konnte. Als Grund stellte sich ein Myrtenblatt unter zahlreichen Decken heraus. Der sassanidische Herrscher war darauf über die Verwöhntheit der Prinzessin so verärgert, dass er sie an ein Pferd binden und zu Tode schleifen ließ.